# Michèle Petit
Michèle Petit (París, 1946) és una antropòloga francesa.
Treballa com a investigadora de la Universitat de París 1 i és membre honorari del laboratori LADYSS (Laboratori de dinàmiques socials i recomposició dels espais) del Centre Nacional per a la Investigació Científica (CNRS) a França, que es dedica a l'ús de les pràctiques culturals i artístiques dels espais en crisi.
Les seves principals línies d'investigació són la lectura i la seva funció en la construcció o reconstrucció de la identitat, així com els espais de lectura. Ha publicat diverses obres a partir de les seves reflexions i investigacions i ha participat a seminaris i congressos arreu del món, sobretot a l'Amèrica Llatina. Actualment és una de les màximes autoritats sobre la lectura a nivell mundial. L'any 1977, en un seminari sobre lectura a Mèxic, coneix Daniel Goldin, el seu editor en aquell país, amb el qual ha publicat diferents estudis.
Petit estudia els processos de lectura a través de mètodes qualitatius i reflexiona sobre l'experiència íntima i social dels lectors amb els llibres. Com a mètodes en les seves investigacions, elabora treballs de camp i entrevistes a diferents tipus de lectors. També s'ha interessat per conèixer les diferents funcions que compleix la biblioteca pública en el su entorn. Suggereix que la formació d'un lector depèn dels seus primers contactes amb els llibres i de l'observació que el nen fa dels adults.
Rebutja l'utilitarisme de la lectura i proposa que pot servir per a molt més que el simple coneixement acadèmic, a l'hora que assenyala que l'acte de llegir és molt més que un plaer.

## La formació de lectors
Michèle Petit també s'ha referit als mediadors de lectura. Defensa que acudeixin als llocs on resulta difícil accedir a la cultura escrita, com ara medis rurals o barris marginats. Prèviament, el mediador de lectura hauria de recordar la seva experiència amb els llibres per saber transmetre un missatge creïble que reconegui la lectura més com a activitat que convida a la llibertat i l'emancipació que no pas a una obligació.
Pel que fa a les dinàmiques de mediació, destaca la importància de la manipulació dels llibres i l'intercanvi que se'n pugui fer. Ha indicat l'impacte de la lectura en grup, como un escenari democràtic i inclusiu. Petit considera que la lectura compartida és un mecanisme per unir la gent i generar transformacions a través de les experiències estètiques. Cal donar suport a l'apropiació de la cultura escrita i provocar oportunitats de trobades entre llibres, persones i mons.

## Llibres publicats
- Identité, lecture, écriture (1993), París: Editions de la BPI/Centre Georges Pompidou.
- Lecteurs en campagnes : les ruraux lisent-ils autrement ? (1993), París: Editions de la BPI/Centre Georges Pompidou.
- De la bibliothèque au droit de cité : parcours de jeunes (1997), París: Editions de la BPI/Centre Georges Pompidou.
- Nuevos acercamientos a los jóvenes y la lectura (1999), México: Fondo de Cultura Económica.
- Lecturas: del espacio íntimo al espacio público (2001), México: Fondo de Cultura Económica.
- Éloge de la lecture : la construction de soi (2002), París: Editions Belin.
- Une enfance au pays des livres (2007), París: Editions Didier-Jeunesse. Trad. castellana de Diana Luz Sánchez: Una infancia en el país de los libros (2008), México: Océano.
- L'art de lire ou comment résister à l'adversité (2008), París: Editions Belin.
- El arte de la lectura en tiempos de crisis (2008), México: Océano.
- Dos o tres pasos hacia el mundo de lo escrito (2008), Bogotá: Asolectura.
- Lire le monde. Expériences de transmission culturelle aujourd’hui (2014), París: Editions Belin. Trad. castellana de Vera Waksman: Leer el mundo : experiencias actuales de transmisión cultural, (2015) Buenos Aires : Fondo de Cultura Económica.